# Башня Кайан
Башня Кайан (араб. برج كيان‎), во время строительства известная как Башня Инфинити (с англ. — «Бесконечность») — жилой небоскрёб в районе Дубай Марина, город Дубай, ОАЭ. С 10 июня 2013 года является самым высоким зданием в мире, которое перекручено на 90°, и восьмым по высоте жилым зданием в мире. На 2015 год является 74-м по высоте зданием в Азии и 94-м по высоте в мире.

## Описание
Высота небоскрёба составляет 307,3 метра (по другим данным — 303,9 метра), глубина фундамента — 27 метров. Имеет 73 надземных и 7 подземных этажей, 8 лифтов, пятиуровневую подземную парковку на 610 автомобилей, 495 элитных квартир стоимостью от 2 до 3,5 млн дирхамов, 80 % квартир были проданы к моменту официального окончания строительства. Дизайн выполнен архитектурным бюро Skidmore, Owings & Merrill: стены небоскрёба от основания до крыши равномерно перекручиваются ровно на 90°, каждый этаж повёрнут относительно предыдущего на 1,2°, кроме того помещения защищены подвижными перфорированными экранами от прямых солнечных лучей. Все коммуникации небоскрёба расположены в круглом в сечении «стержне» постройки и рядом с ним, поэтому они проходят точно по вертикали и форма здания на них не влияет.

## История
Строительство башни началось в 2006 году. 7 февраля 2007 года вода из рукотворного залива, на берегу которого велась стройка, прорвалась на стройплощадку, затопив фундамент будущего небоскрёба. Около сотни рабочих были своевременно эвакуированы из котлована глубиной 20 метров, который вода полностью заполнила за четыре минуты. В связи с этим происшествием возведение здания было заморожено на полтора года, возобновившись в июле 2008 года. 10 июня 2013 года состоялась торжественное открытие Башни Кайан, сопровождаемое салютом и лазерным шоу. С этого момента Кайан является самым высоким перекрученным зданием в мире, переместив шведский небоскрёб Turning Torso на второе место. На открытии владелец здания заявил о смене названия с Башня Бесконечность на Башня Кайан, сказав, что хочет этому небоскрёбу оригинальное имя, не встречающееся больше нигде в мире, а башен с названием «Бесконечность» в мире несколько.